# Zlatko Žagmešter
Zlatko Žagmešter (* 6. Juli 1943 in Zagreb, Königreich Jugoslawien) ist ein ehemaliger jugoslawisch-kroatischer Handballspieler und Handballtrainer.

## Spielerlaufbahn

### Verein
Zlatko Žagmešter spielte zunächst für den RK Dinamo Zagreb. Mit dem RK Prvomajska wurde der Rückraumspieler unter Trainer Vlado Stenzel 1964 jugoslawischer Meister. 1964 benannte sich Prvomajska in RK Medveščak Zagreb um. Im Europapokal der Landesmeister 1964/65 unterlag er mit Zagreb im Endspiel dem rumänischen Meister Dinamo Bukarest mit 11:13. 1965 und 1970 gewann man den jugoslawischen Pokal. In Deutschland spielte er in Solingen. Anschließend wechselte er als erster Profihandballer nach Frankreich zu Lynx Mulhouse Handball. Während der Saison 1974/75 kehrte er nach Zagreb zurück. Nachdem er sich im letzten Saisonspiel vier Rückenwirbel gebrochen sowie drei Bandscheibenvorfälle erlitten hatte, beendete er seine Laufbahn.

### Nationalmannschaft
Mit der jugoslawischen Nationalmannschaft belegte Žagmešter bei der Weltmeisterschaft 1964 den sechsten Platz. Bei der Weltmeisterschaft 1970 gewann er die Bronzemedaille. Vor den Olympischen Spielen 1972 in München, bei denen Jugoslawien die Goldmedaille gewann, wurde Žagmešter von Nationaltrainer Stenzel aussortiert.

## Trainerlaufbahn
Bereits in Solingen und Mulhouse hatte Žagmešter als Spielertrainer gearbeitet. Als die jugoslawische Nationalmannschaft keinen Trainer hatte, wurde Žagmešter gebeten, einzuspringen. Bei einem Vier-Länder-Turnier 1979 in Dänemark besiegte er den amtierenden Weltmeister Deutschland mit Bundestrainer Vlado Stenzel mit 22:16.

## Privates
Žagmešter besaß ein Café in Zagreb. Im Jahr 2008 wurde er von einem Auto angefahren. Dies hatte dreizehn Operationen zur Folge. In seiner Freizeit malt und fotografiert er.